# Morgan Baynham-Williams
Morgan Baynham-Williams (28 de junio de 1994) es una deportista británica que compite en remo como timonel. Ganó una medalla de plata en el Campeonato Europeo de Remo de 2022, en la prueba de ocho con timonel.

## Palmarés internacional
| Campeonato Europeo | Campeonato Europeo | Campeonato Europeo | Campeonato Europeo |
| Año                | Lugar              | Medalla            | Prueba             |
| ------------------ | ------------------ | ------------------ | ------------------ |
| 2022               | Múnich (Alemania)  | Medalla de plata   | Ocho con timonel   |